# هاليفاكس رينمين
هاليفاكس رينمين (بالإنجليزية: Halifax Rainmen)‏ كان فريق كرة سلة كندي للمحترفين تأسس في سنة 2006 يقع مقره في هاليفاكس. وكان يلعب في دوري كندا الوطني لكرة السلة. تم حل الفريق في سنة 2015.